# Miroslav Klose
Miroslav Josef Klose (pronunție în germană [ˈmɪʁoslaf ˈkloːzə] ⓘ; n. 9 iunie 1978, Opole, Polonia) este un fotbalist german și din Polonia retras din activitate, care a jucat pe post de atacant la echipe ca Lazio, Bayern și Werder Bremen. Pe plan internațional, are prezențe la națională pentru Germania. După încheierea carierei, a devenit antrenor, și antrenează în prezent pe 1. FC Nürnberg.
Klose este golgheterul all-time al selecționatei Germaniei cu 71 de goluri la activ. De asemenea, el este deținătorul recordului de cele mai multe goluri marcate la Campionatul Mondial de Fotbal, având 16 goluri marcate la 4 turnee finale. Klose a debutat la Campionatul Mondial de Fotbal 2002 cu 5 goluri marcate, apoi a marcat 5 goluri și la Campionatul Mondial de Fotbal 2006 din Germania, câștigând Gheata de Aur. La Campionatul Mondial de Fotbal 2010 a marcat patru goluri, iar la ediția din 2014 a înscris de două ori.
Klose a egalat performanța compatriotului său Uwe Seeler și cea a brazilianului Pelé, fiind unul din cei trei jucători care au marcat la patru Campionate Mondiale de Fotbal. De asemenea, alături de peruanul Teófilo Cubillas și colegul german Thomas Müller, el este unul din cei trei jucători care au marcat câte 5 goluri la două ediții diferite a Campionatului Mondial de Fotbal, și este unicul jucător din istorie care a marcat câte cel puțin 4 goluri la trei turnee finale diferite ale Campionatului Mondial de Fotbal. Conform statisticii, naționala Germaniei nu a pierdut niciodată un meci în care Klose a marcat. La 9 iunie 2011 a semnat un contract pe trei ani cu clubul Lazio în Serie A.
S-a retras din activitate în 2016.

## Goluri internaționale
| #   | Data               | Stadion                                         | Oponent                    | Scor | Rezultat                 | Competiție                                             |
| --- | ------------------ | ----------------------------------------------- | -------------------------- | ---- | ------------------------ | ------------------------------------------------------ |
| 1.  | 24 martie 2001     | BayArena, Leverkusen, Germania                  | Albania                    | 2–1  | 2–1                      | Calificările pentru Campionatul Mondial de Fotbal 2002 |
| 2.  | 28 martie 2001     | Stadionul Olimpic, Atena, Grecia                | Grecia                     | 3–2  | 4–2                      | Calificările pentru Campionatul Mondial de Fotbal 2002 |
| 3.  | 13 februarie 2002  | Fritz-Walter-Stadion, Kaiserslautern, Germania  | Israel                     | 1–1  | 7–1                      | Meci amical                                            |
| 4.  | 13 februarie 2002  | Fritz-Walter-Stadion, Kaiserslautern, Germania  | Israel                     | 2–1  | 7–1                      | Meci amical                                            |
| 5.  | 13 februarie 2002  | Fritz-Walter-Stadion, Kaiserslautern, Germania  | Israel                     | 4–1  | 7–1                      | Meci amical                                            |
| 6.  | 18 mai 2002        | BayArena, Leverkusen, Germania                  | Austria                    | 1–0  | 6–2                      | Meci amical                                            |
| 7.  | 18 mai 2002        | BayArena, Leverkusen, Germania                  | Austria                    | 2–0  | 6–2                      | Meci amical                                            |
| 8.  | 18 mai 2002        | BayArena, Leverkusen, Germania                  | Austria                    | 4–2  | 6–2                      | Meci amical                                            |
| 9.  | 1 iunie 2002       | Sapporo Dome, Sapporo, Japonia                  | Arabia Saudită             | 1–0  | 8–0                      | Campionatul Mondial de Fotbal 2002                     |
| 10. | 1 iunie 2002       | Sapporo Dome, Sapporo, Japonia                  | Arabia Saudită             | 2–0  | 8–0                      | Campionatul Mondial de Fotbal 2002                     |
| 11. | 1 iunie 2002       | Sapporo Dome, Sapporo, Japonia                  | Arabia Saudită             | 5–0  | 8–0                      | Campionatul Mondial de Fotbal 2002                     |
| 12. | 5 iunie 2002       | Kashima Soccer Stadium, Kashima, Japonia        | Republica Irlanda          | 1–0  | 1–1                      | Campionatul Mondial de Fotbal 2002                     |
| 13. | 11 iunie 2002      | Shizuoka Stadium, Shizuoka, Japonia             | Camerun                    | 2–0  | 2–0                      | Campionatul Mondial de Fotbal 2002                     |
| 14. | 16 octombrie 2002  | AWD-Arena, Hannover, Germania                   | Insulele Feroe             | 2–1  | 2–1                      | Preliminariile Campionatului European de Fotbal 2004   |
| 15. | 11 iunie 2003      | Gundadalur, Tórshavn, Insulele Feroe            | Insulele Feroe             | 1–0  | 2–0                      | Preliminariile Campionatului European de Fotbal 2004   |
| 16. | 18 februarie 2004  | Gradski stadion u Poljudu, Split, Croația       | Croația                    | 1–0  | 2–1                      | Meci amical                                            |
| 17. | 17 noiembrie 2004  | Zentralstadion, Leipzig, Germania               | Camerun                    | 2–0  | 3–0                      | Meci amical                                            |
| 18. | 17 noiembrie 2004  | Zentralstadion, Leipzig, Germania               | Camerun                    | 3–0  | 3–0                      | Meci amical                                            |
| 19. | 16 December 2004   | International Stadium, Yokohama, Japonia        | Japonia                    | 1–0  | 3–0                      | Meci amical                                            |
| 20. | 16 December 2004   | International Stadium, Yokohama, Japonia        | Japonia                    | 3–0  | 3–0                      | Meci amical                                            |
| 21. | 1 martie 2006      | Signal Iduna Park, Dortmund, Germania           | Statele Unite ale Americii | 3–0  | 4–1                      | Meci amical                                            |
| 22. | 27 mai 2006        | Dreisamstadion, Freiburg, Germania              | Luxemburg                  | 1–0  | 7–0                      | Meci amical                                            |
| 23. | 27 mai 2006        | Dreisamstadion, Freiburg, Germania              | Luxemburg                  | 4–0  | 7–0                      | Meci amical                                            |
| 24. | 30 mai 2006        | BayArena, Leverkusen, Germania                  | Japonia                    | 1–2  | 2–2                      | Meci amical                                            |
| 25. | 9 iunie 2006       | Allianz Arena, München, Germania                | Costa Rica                 | 2–1  | 4–2                      | Campionatul Mondial de Fotbal 2006                     |
| 26. | 9 iunie 2006       | Allianz Arena, München, Germania                | Costa Rica                 | 3–1  | 4–2                      | Campionatul Mondial de Fotbal 2006                     |
| 27. | 20 iunie 2006      | Stadionul Olimpic, Berlin, Germania             | Ecuador                    | 1–0  | 3–0                      | Campionatul Mondial de Fotbal 2006                     |
| 28. | 20 iunie 2006      | Stadionul Olimpic, Berlin, Germania             | Ecuador                    | 2–0  | 3–0                      | Campionatul Mondial de Fotbal 2006                     |
| 29. | 30 iunie 2006      | Stadionul Olimpic, Berlin, Germania             | Argentina                  | 1–1  | 1–1 (a.e.t.), 4–2 (pen.) | Campionatul Mondial de Fotbal 2006                     |
| 30. | 16 august 2006     | Veltins-Arena, Gelsenkirchen, Germania          | Suedia                     | 2–0  | 3–0                      | Meci amical                                            |
| 31. | 16 august 2006     | Veltins-Arena, Gelsenkirchen, Germania          | Suedia                     | 3–0  | 3–0                      | Meci amical                                            |
| 32. | 6 septembrie 2006  | Stadio Olimpico, Serravalle, San Marino         | San Marino                 | 3–0  | 13–0                     | Preliminariile Campionatului European de Fotbal 2008   |
| 33. | 6 septembrie 2006  | Stadio Olimpico, Serravalle, San Marino         | San Marino                 | 6–0  | 13–0                     | Preliminariile Campionatului European de Fotbal 2008   |
| 34. | 8 septembrie 2007  | Ninian Park, Cardiff, Țara Galilor              | Țara Galilor               | 1–0  | 2–0                      | Preliminariile Campionatului European de Fotbal 2008   |
| 35. | 8 septembrie 2007  | Ninian Park, Cardiff, Țara Galilor              | Țara Galilor               | 2–0  | 2–0                      | Preliminariile Campionatului European de Fotbal 2008   |
| 36. | 17 noiembrie 2007  | AWD Arena, Hannover, Germania                   | Cipru                      | 2–0  | 4–0                      | Preliminariile Campionatului European de Fotbal 2008   |
| 37. | 6 februarie 2008   | Ernst-Happel-Stadion, Viena, Austria            | Austria                    | 2–0  | 3–0                      | Meci amical                                            |
| 38. | 26 martie 2008     | St. Jakob-Park, Basel, Elveția                  | Elveția                    | 1–0  | 4–0                      | Meci amical                                            |
| 39. | 27 mai 2008        | Fritz-Walter-Stadion, Kaiserslautern, Germania  | Belarus                    | 1–0  | 2–2                      | Meci amical                                            |
| 40. | 19 iunie 2008      | St. Jakob-Park, Basel, Elveția                  | Portugalia                 | 2–0  | 3–2                      | UEFA Euro 2008                                         |
| 41. | 25 iunie 2008      | St. Jakob-Park, Basel, Elveția                  | Turcia                     | 2–1  | 3–2                      | UEFA Euro 2008                                         |
| 42. | 10 septembrie 2008 | Stadionul Olimpic, Helsinki, Finlanda           | Finlanda                   | 1–1  | 3–3                      | Calificările pentru Campionatul Mondial de Fotbal 2010 |
| 43. | 10 septembrie 2008 | Stadionul Olimpic, Helsinki, Finlanda           | Finlanda                   | 2–2  | 3–3                      | Calificările pentru Campionatul Mondial de Fotbal 2010 |
| 44. | 10 septembrie 2008 | Stadionul Olimpic, Helsinki, Finlanda           | Finlanda                   | 3–3  | 3–3                      | Calificările pentru Campionatul Mondial de Fotbal 2010 |
| 45. | 12 august 2009     | Tofik Bakhramov Stadium, Baku, Azerbaijan       | Azerbaidjan                | 2–0  | 2–0                      | Calificările pentru Campionatul Mondial de Fotbal 2010 |
| 46. | 9 septembrie 2009  | AWD-Arena, Hanover, Germania                    | Azerbaidjan                | 2–0  | 4–0                      | Calificările pentru Campionatul Mondial de Fotbal 2010 |
| 47. | 9 septembrie 2009  | AWD-Arena, Hanover, Germania                    | Azerbaidjan                | 3–0  | 4–0                      | Calificările pentru Campionatul Mondial de Fotbal 2010 |
| 48. | 10 octombrie 2009  | Stadionul Lujniki, Moscova, Rusia               | Rusia                      | 1–0  | 1–0                      | Calificările pentru Campionatul Mondial de Fotbal 2010 |
| 49. | 13 iunie 2010      | Moses Mabhida Stadium, Durban, Africa de Sud    | Australia                  | 2–0  | 4–0                      | Campionatul Mondial de Fotbal 2010                     |
| 50. | 27 iunie 2010      | Free State Stadium, Bloemfontein, Africa de Sud | Anglia                     | 1–0  | 4–1                      | Campionatul Mondial de Fotbal 2010                     |
| 51. | 3 iulie 2010       | Cape Town Stadium, Cape Town, Africa de Sud     | Argentina                  | 2–0  | 4–0                      | Campionatul Mondial de Fotbal 2010                     |
| 52. | 3 iulie 2010       | Cape Town Stadium, Cape Town, Africa de Sud     | Argentina                  | 4–0  | 4–0                      | Campionatul Mondial de Fotbal 2010                     |
| 53. | 3 septembrie 2010  | Stadionul Regele Baudouin, Bruxelles, Belgia    | Belgia                     | 1–0  | 1–0                      | Preliminariile Campionatului European de Fotbal 2012   |
| 54. | 7 septembrie 2010  | RheinEnergieStadion, Köln, Germania             | Azerbaidjan                | 3–0  | 6–1                      | Preliminariile Campionatului European de Fotbal 2012   |
| 55. | 7 septembrie 2010  | RheinEnergieStadion, Köln, Germania             | Azerbaidjan                | 6–1  | 6–1                      | Preliminariile Campionatului European de Fotbal 2012   |
| 56. | 8 octombrie 2010   | Stadionul Olimpic, Berlin, Germania             | Turcia                     | 1–0  | 3–0                      | Preliminariile Campionatului European de Fotbal 2012   |
| 57. | 8 octombrie 2010   | Stadionul Olimpic, Berlin, Germania             | Turcia                     | 3–0  | 3–0                      | Preliminariile Campionatului European de Fotbal 2012   |
| 58. | 12 octombrie 2010  | Astana Arena, Astana, Kazahstan                 | Kazahstan                  | 1–0  | 3–0                      | Preliminariile Campionatului European de Fotbal 2012   |
| 59. | 9 februarie 2011   | Signal Iduna Park, Dortmund, Germania           | Italia                     | 1–0  | 1–1                      | Meci amical                                            |
| 60. | 26 martie 2011     | Fritz-Walter-Stadion, Kaiserslautern, Germania  | Kazahstan                  | 1–0  | 4–0                      | Preliminariile Campionatului European de Fotbal 2012   |
| 61. | 26 martie 2011     | Fritz-Walter-Stadion, Kaiserslautern, Germania  | Kazahstan                  | 4–0  | 4–0                      | Preliminariile Campionatului European de Fotbal 2012   |
| 62. | 2 septembrie 2011  | Veltins-Arena, Gelsenkirchen, Germania          | Austria                    | 1–0  | 6–2                      | Preliminariile Campionatului European de Fotbal 2012   |
| 63. | 15 noiembrie 2011  | Volksparkstadion, Hamburg, Germania             | Țările de Jos              | 2–0  | 3–0                      | Meci amical                                            |
| 64. | 22 iunie 2012      | PGE Arena Gdańsk, Gdansk, Polonia               | Grecia                     | 3–1  | 4–2                      | UEFA Euro 2012                                         |
| 65. | 12 octombrie 2012  | Aviva Stadium, Dublin, Irlanda                  | Republica Irlanda          | 4–0  | 6–1                      | Calificările pentru Campionatul Mondial de Fotbal 2014 |
| 66. | 16 octombrie 2012  | Stadionul Olimpic, Berlin, Germania             | Suedia                     | 1–0  | 4–4                      | Calificările pentru Campionatul Mondial de Fotbal 2014 |
| 67. | 16 octombrie 2012  | Stadionul Olimpic, Berlin, Germania             | Suedia                     | 2–0  | 4–4                      | Calificările pentru Campionatul Mondial de Fotbal 2014 |
| 68. | 6 septembrie 2013  | Allianz Arena, Munich, Germania                 | Austria                    | 1–0  | 3–0                      | Calificările pentru Campionatul Mondial de Fotbal 2014 |
| 69. | 6 iunie 2014       | Coface Arena, Mainz, Germania                   | Armenia                    | 4–1  | 6–1                      | Meci amical                                            |
| 70. | 21 iunie 2014      | Castelão, Fortaleza, Brazilia                   | Ghana                      | 2–2  | 2–2                      | Campionatul Mondial de Fotbal 2014                     |
| 71. | 8 iulie 2014       | Estádio Mineirão, Belo Horizonte, Brazilia      | Brazilia                   | 2–0  | 7–1                      | Campionatul Mondial de Fotbal 2014                     |

## Palmares

### Club
Werder Bremen
- DFB-Ligapokal: 2006

Bayern München
- Bundesliga: 2007–08, 2009–10
- UEFA Champions League

Finalist: 2009–10
- DFB-Pokal: 2008, 2010
- DFB-Ligapokal: 2007
- DFB-Supercup: 2010

Lazio
- Coppa Italia: 2012–13

### Echipa națională
Germania
- Campionatul Mondial de Fotbal

Finalist: 2002
Locul 3: 2006, 2010
- Campionatul European de Fotbal

Finalist: 2008
Locul 3: 2012

### Individual

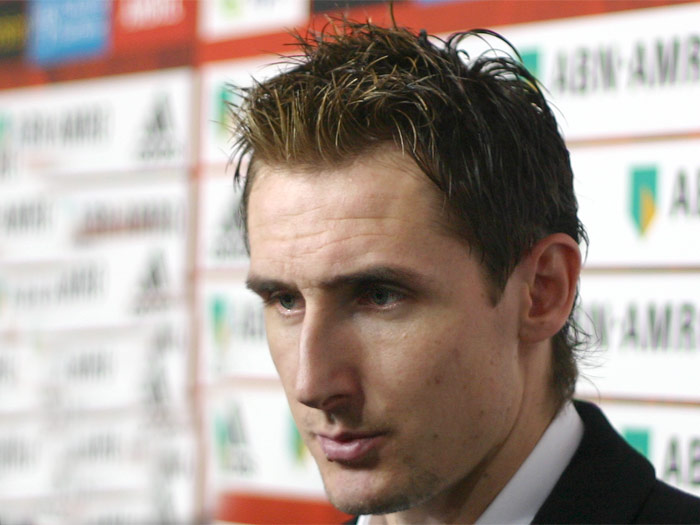
Miroslav Klose

- Fotbalistul german al anului: 2006
- Golgheter în Bundesliga (25 de goluri): 2006
- All-Star Team la Campionatul Mondial de Fotbal : 2002, 2006
- Gheata de Argint la Campionatul Mondial de Fotbal: 2002
- Gheata de Aur la Campionatul Mondial de Fotbal: 2006

### Recorduri personale
- Golgheterul all-time al Campionatului Mondial de Fotbal, cu 16 goluri marcate la 4 turnee finale: (5 goluri  în 2002, 5 goluri în 2006, 4 goluri în 2010, și 2 goluri în 2014)[12]
- Unicul jucător din istorie care a marcat câte cel puțin 4 goluri la 3 turnee diferite ale Campionatului Mondial de Fotbal
- Unul din cei trei jucători alături de Uwe Seeler și Pelé, care au marcat la patru Campionate Mondiale de Fotbal
- Unul din cei trei jucători alături de Teófilo Cubillas și Thomas Müller, care au marcat câte 5 goluri la două ediții diferite a Campionatului Mondial de Fotbal,[13] și este unicul jucător din istorie care a marcat câte 5 goluri în două ediții consecutive ale Campionatului Mondial[14]
- Număr record de goluri marcate cu capul la o singură ediție a Campionatului Mondial.[15]
- Unicul jucător care a participat în 6 semifinale ale Campionatelor Europene și Mondiale
- Golgheter all-time al selecționatei Germaniei: 71 de goluri
- Cel mai selecționat jucător german după Lothar Matthäus
- Unul din cei opt jucători din istoria Serie A care au marcat 5 goluri într-un meci[16]

## Statistici

### Club
La 10 mai 2014.
| Club                 | Sezon         | Campionat | Campionat | Cupă    | Cupă   | Europa  | Europa | Total   | Total  |
| Club                 | Sezon         | Meciuri   | Goluri    | Meciuri | Goluri | Meciuri | Goluri | Meciuri | Goluri |
| -------------------- | ------------- | --------- | --------- | ------- | ------ | ------- | ------ | ------- | ------ |
| 1. FC Kaiserslautern | 1999–2000     | 2         | 0         | 0       | 0      | 0       | 0      | 2       | 0      |
| 1. FC Kaiserslautern | 2000–01       | 29        | 9         | 4       | 0      | 12      | 2      | 45      | 11     |
| 1. FC Kaiserslautern | 2001–02       | 31        | 16        | 4       | 0      | -       | -      | 35      | 16     |
| 1. FC Kaiserslautern | 2002–03       | 32        | 9         | 4       | 4      | 0       | 0      | 36      | 13     |
| 1. FC Kaiserslautern | 2003–04       | 26        | 10        | 1       | 1      | 2       | 1      | 29      | 12     |
| 1. FC Kaiserslautern | Total         | 120       | 44        | 13      | 5      | 14      | 3      | 147     | 52     |
| Werder Bremen        | 2004–05       | 32        | 15        | 5       | 0      | 8       | 2      | 45      | 17     |
| Werder Bremen        | 2005–06       | 26        | 25        | 5       | 2      | 9       | 4      | 40      | 31     |
| Werder Bremen        | 2006–07       | 31        | 13        | 3       | 0      | 13      | 2      | 47      | 15     |
| Werder Bremen        | Total         | 89        | 53        | 13      | 2      | 30      | 8      | 132     | 63     |
| Bayern München       | 2007–08       | 27        | 10        | 8       | 6      | 12      | 5      | 47      | 21     |
| Bayern München       | 2008–09       | 26        | 10        | 4       | 3      | 8       | 7      | 38      | 20     |
| Bayern München       | 2009–10       | 25        | 3         | 5       | 2      | 8       | 1      | 38      | 6      |
| Bayern München       | 2010–11       | 20        | 1         | 4       | 3      | 2       | 1      | 26      | 5      |
| Bayern München       | Total         | 98        | 24        | 21      | 14     | 30      | 14     | 149     | 52     |
| Lazio                | 2011–12       | 27        | 12        | 2       | 0      | 6       | 3      | 35      | 15     |
| Lazio                | 2012–13       | 29        | 15        | 2       | 0      | 5       | 1      | 36      | 16     |
| Lazio                | 2013–14       | 24        | 7         | 1       | 0      | 3       | 1      | 28      | 8      |
| Lazio                | Total         | 80        | 35        | 5       | 0      | 14      | 5      | 99      | 40     |
| Total carieră        | Total carieră | 384       | 155       | 52      | 21     | 88      | 30     | 524     | 206    |

* Includes DFB-Ligapokal and DFL-Supercup.

### Națională
La 9 iulie 2014.
| Germania | Germania | Germania |
| An       | Meciuri  | Goluri   |
| -------- | -------- | -------- |
| 2001     | 7        | 2        |
| 2002     | 17       | 12       |
| 2003     | 10       | 1        |
| 2004     | 11       | 5        |
| 2005     | 5        | 0        |
| 2006     | 17       | 13       |
| 2007     | 5        | 3        |
| 2008     | 15       | 8        |
| 2009     | 6        | 4        |
| 2010     | 12       | 10       |
| 2011     | 8        | 5        |
| 2012     | 13       | 4        |
| 2013     | 4        | 1        |
| 2014     | 6        | 3        |
| Total    | 136      | 71       |

## Legături externe
- Materiale media legate de Miroslav Klose la Wikimedia Commons
- Site web oficial de
- Miroslav Klose – pe site-ul UEFA
- Miroslav Klose at kicker.de de
- de Miroslav Klose la fussballdaten.de
- Miroslav Klose at Transfermarkt
- Klose's ancestors from Upper Silesia, Poland